# Благой Кирчев
Благой Лютов Кирчев е български юрист, политик и общественик, деец на Македоно-одринската организация.

## Биография
Благой Кирчев е роден на 15 април 1865 година в голямото българско костурското село Загоричани, днес Василиада, Гърция. В 1895 година завършва Юридическия отдел на Висшето училище в София. Деец е на Македонската организация. През април 1901 година е делегат на Осмия македоно-одрински конгрес от Балчишкото дружество. Работи като адвокат във Варна. Управител на варненското търговско акционерно дружество „Доверие“. Депутат е в XV обикновено народно събрание от 1911 до 1913 година.
През Първата световна война е запасен поручик, пост. защитник във Вардарски полеви военен съд.